# 小行星2491
小行星2491（2491 Tvashtri）是一颗围绕太阳公转的小行星。1977年2月15日，威廉·勞倫斯·塞博克（William Lawrence Sebok）在帕洛马山发现了此天体。
該小行星以印度神話的工藝之神陀濕多命名。
这颗小行星的绝对星等为357.8350851611598等。